# Nello Troggi
Nello Trogi, né le 26 avril 1912 à Frassinoro et mort le 21 juin 1944 à Villa Minozzo, est un coureur cycliste italien.

## Biographie
Professionnel de 1935 à 1940 et se distinguant comme grimpeur, il remporte une étape du Tour d'Italie en 1937 ainsi que plusieurs autres victoires, notamment en France.

## Palmarès
- 1935
  - Tour de Corse :
    - Classement général
    - 1re, 3e, 4e, 6e et 7e étapes

  - 2e des Boucles de Sospel
  - 3e du Grand Prix d'Antibes
- 1936
  - Tour du Midi
    - Classement général
    - 1re, 2e et 3e étapes

  - Grand Prix de Nice
  - 2e de Nice-Mont Agel
  - 2e de la course de côte du mont Faron
  - 3e des Boucles de Sospel
  - 3e de Toulouse-Aubagne-Toulouse
- 1937
  - 1re étape du Tour d'Italie
  - 1re, 3e, 5e, 7e et 9e étapes du Tour du Maroc
  - Marseille-Avignon-Marseille
  - Grand Prix d'Issoire
  - 2e du Circuit du Forez
  - 2e du Circuit du Ventoux
  - 2e du Circuit des villes d'eaux d'Auvergne
- 1938
  - Classement général du Tour du Vaucluse
  - 3e du Tour de Romagne
  - 3e du Grand Prix de Fréjus
- 1939
  - Tour du Sud-Est :
    - Classement général
    - 5e, 7e et 8e étapes

  - Circuit du Cantal
  - 2e étape du Circuit des Vosges
  - Bourg-Genève-Bourg
  - 3e des Boucles de Sospel
- 1940
  - 1re étape du Tour de Catalogne

## Résultats sur les grands tours

### Tour de France
1 participation
- 1938 : 54e

### Tour d'Italie
3 participations
- 1936 : abandon (8e étape)
- 1937 : abandon (7e étape), vainqueur de la 1re étape,  maillot rose pendant 1 jour
- 1940 : non-partant (17e étape)